# Пітер Гемблтон
Пітер Гемблтон (англ. Peter Hambleton; нар. 23 листопада 1960) — новозеландський актор театру, кіно і телебачення. У Веллінгтоні відомий як театральний актор, де він зіграв орнітолога Волтера Буллера в п'єсі 2006 року «Птахи доктора Буллера» та Чарльза Дарвіна у п'єсі 2009 року «Завалене створення». Він зіграв гнома Ґлоїна в трилогії «Гоббіт». 
Пітер Гемблтон закінчив Театральне училище, Веллінгтон, Нова Зеландія.

## Фільмографія
| Рік  | Українська назва            | Оригінальна назва                   | Роль                    | Примітки |
| ---- | --------------------------- | ----------------------------------- | ----------------------- | -------- |
| 1984 | Айріс                       | Iris                                | Пітер                   |          |
| 1987 | Авантюрист                  | Adventurer                          | Кессиді                 |          |
| 1989 | Ніч червоного мисливця      | Night of the Red Hunter             | Бен Пайпер              |          |
| 1991 | Акули в парку               | Shark in the Park                   | Гінч                    |          |
| 1992 | Самовільна відлучка         | Absent Without Leav                 | людина без квитка       |          |
| 1993 | Воїн веселки                | Rainbow Warrior                     | Маурі Вітам             |          |
| 1993 | Люди Тайфона                | Typhon's People                     | Генріх Воґель           |          |
| 1994 | Останнє татуювання          | The Last Tattoo                     | Пітер Девіс             |          |
| 1994 | Головна стаття              | Coverstory                          | Айвен Паркер            |          |
| 1996 | Курка                       | Chicken                             | Пластичний хірург       |          |
| 1998 | Країна Тигра                | Tiger Country                       |                         |          |
| 1999 | Дуґґан                      | Duggan                              | Анрі Дачел / Генрі Докс |          |
| 1999 | Твіст у казці               | A Twist in the Tale                 | Майк Джонсон            |          |
| 2002 | Смуга                       | The Strip                           | батько Данліві          |          |
| 2002 | Оскар і його друзі          | Oscar & Friends                     | батько                  |          |
| 2010 | Додому на Різдво            | Home by Christmas                   | Сід Ґертон              |          |
| 2010 | Викрадені                   | Stolen                              | Ларрі Рід               |          |
| 2010 | Шпигуни і брехня            | Spies and Lies                      | Пітер Фрейзер           |          |
| 2011 | Кавярня Парадайз            | Paradise Cafe                       | Інспектор               |          |
| 2012 | Гоббіт: Несподівана подорож | The Hobbit: An Unexpected Journey   | Ґлоїн                   |          |
| 2013 | Гоббіт: Пустка Смоґ         | The Hobbit: The Desolation of Smaug | Ґлоїн                   |          |
| 2014 | Гоббіт: Битва п'яти воїнств | The Hobbit: Ther and Back Again     | Ґлоїн                   |          |

## Премії та нагороди
- 1995 — «Новозеландські нагороди кіно та телебачення» (Нова Зеландія) Найкращий актор другого плану за стрічку «Останнє татуювання»[8].